# ساسا (لاعب كرة قدم مواليد 1988)
ساسا هو لاعب كرة قدم برازيلي في مركز الهجوم، ولد في 26 يناير 1988 في ريو دي جانيرو في البرازيل. لعب مع فيتوريا سيتوبال.

## وصلات خارجية
- ساسا (لاعب كرة قدم مواليد 1988) على موقع دوري كوريا الجنوبية (الإنجليزية)
- ساسا (لاعب كرة قدم مواليد 1988) على موقع قاعدة بيانات كرة القدم.إي يو (الإنجليزية)
- ساسا (لاعب كرة قدم مواليد 1988) على موقع Soccerway.com (الإنجليزية)